# 诗经村镇
诗经村镇，是中华人民共和国河北省沧州市河间市下辖的一个乡镇级行政单位，相传为毛亨、毛苌传《诗经》之地。
2016年12月17日，河北省民政厅批复同意将诗经村乡、郭家村乡合并设立诗经村镇。

## 行政区划
诗经村镇下辖以下地区：
西诗经村、东诗经村、西半截河村、学堤村、东半截河村、左家庄村、赤塔村、柏桐村、北辛庄村、君子馆村、南蒲禾屯村、北蒲禾屯村、孟家庄村、南二十里铺村、中二十里铺村、北二十里铺村、西辛庄村、柳张村、冯村、南辛河口村、南庄村、东辛河口村、西辛河口村、孟家庙村、高庄村、义和庄村、郭家村、刘庄村、民台头村、东王口村、西王口村、北太平庄村、永安村、南三十里铺村、北三十里铺村、孙边村、三官庙村和边边村。